# Seznam članic Evropske unije po vladavinah in političnih sistemih
To je seznam držav članic Evropske Unije, navedena je tudi oblika vladavine in oblika parlamenta. Evropska unija je posebna oblika nadnacionalne unije demokratičnih članic. Evropski Svet, ki je širše telo od EU, zahteva od 21. junija in 22. junija 1993 od članic kandidatk, da izpolnjujejo pogoje za pristop k Evropski Uniji, kar pomeni zavezanost k spoštovanju človekovih pravic in demokratičnih volitev.

## Monarhije in republike
Trenutno je šest članic  Evropske unije monarhij: Belgija, Danska, Luksemburg, Nizozemska, Španija in Švedska. Vse so ustavne monarhije.

## Oblika državne ureditve
Ob monarhiji obstajajo še tri vrste vladavin, ki predstavljajo republiko v evropski politiki:
- predsedniški sistem, predsednik je vodja države in vodja vlade;
- polpredsedniški sistem, predsednik in predsednik vlade si delita število kompetenc;
- parlamentarni sistem, predsednik je slavnostna figura državne enotnosti, ki ohranja le majhen del ustavnih pristojnosti.

Nekatere države ohranjajo tudi za predsednika države močne tudi neobredne kompetence, a jih ta ne uporablja in si s tem zagotavlja položaj, kakršen bi pripadal ustavnemu monarhu. tak je primer v Avstriji.

Po definiciji so moderne demokratične ustavne monarhije parlamentarne, saj izvoljeni vodja države po ustavi nima kompetenc za sprejemanje političnih odločitev. Od 21 republikanskih držav članic Evropske Unije je le ena predsedniška republika (Ciper) in pet pol-predsedniških republik (Francija, Litva, Portugalska in Romunija). Predsednik države je neposredno izvoljen na volitvah v skoraj vseh republikah EU. Izjeme so sedmerica (Estonija, Nemčija, Grčija, Madžarska, Italija, Latvija in Malta), kjer predsednika imenuje parlament ali drugi posebni predstavniški organ, kot so nemški Bundesversammlung.
Večina držav članic Evropske unije so unitarne enotne države, kjer večina kompetenc ohranja centralizirana vlada in le majhna ali lokalna vprašanja ostajajo v pristojnosti regionalne vlade ali celo lokalne samouprave. Vendar za tri članice velja ureditev zveze (Avstrija, Belgija in Nemčija) več enot znotraj članice, ali imajo deli oblasti obliko regij, ki imajo enake pristojnosti kot takšne zvezne enote. EU ima tudi šest drugih držav, ki imajo bodisi prenesejo določena pooblastila za posebna območja ali pa so federacije (ali oboje):
- federacije:
  - Danska je federacija Ferskih otokov in Grenlandije, ki so avtonomne (in niso del Evropske Unije);
  - Finska/ Alandski otoki imajo znatno avtonomijo;
  - Francija, collectivité posebne vrste je Nova Kaledonija (ki ni del Evropske Unije in ima veliko stopnjo avtonomije);
  - Nizozemska, na Karibskem otočju skupine Aruba, Curaçao in Sint Maarten so enakopravni partnerji pri upravljanju na Nizozemskem v okviru kraljevine Nizozemske-
- Prenos pooblastil na regije:
  - v Italiji je vlada prenesla število pooblastil na dvajset regij, ki imajo, še posebej pet določenih, zelo veliko stopnjo samostojnosti;
  - v Španiji je centralna država prenesela različna pooblastila za zgodovinsko narodnosti med avtonomnih skupnosti, in sicer Andaluziji, Baskiji, Kataloniji in Galiciji-

## Oblikepredstavniškega telesa
Nadaljnja razlika je število domov v predstavniških telesih zakonodaje; enodomni sistem vse ali veliko večino predstavnikov volilcev izvoli v enotno telo, dvodomni parlament poleg neposredno izvoljenih predstavnikom ohranja še drugi, "zgornji" dom, kjer so izvoljeni regionalni, zvezni, interesni, seniorni predstavniki državne politike. Zvezne države in države z velikimi regionalnimi razlikami in identitetami so običajno dvodomne. Zgornji dom ima od države do države lahko izrazito različne vloge in pomen v zakonodajnem postopku. 

## Oblika države
| Država      | Vladavina       | Samouprava       | Monarhija/ Republika        | Predstavnik države                                     | Predstavnik vlade                                                    |
| ----------- | --------------- | ---------------- | --------------------------- | ------------------------------------------------------ | -------------------------------------------------------------------- |
| Avstrija    | predstavniška   | federalna        | republika                   | (Bundespräsident)                                      | (Bundeskanzler)                                                      |
| Belgija     | predstavniška   | federalna        | Ustavna popularna monarhija | Kralj (Koning / Roi / König)                           | (Eerste Minister / Premier Ministre / Premierminister)               |
| Bolgarija   | predstavniška   | unitarna         | republika                   | Predsednik (Президент)                                 | Ministrski predsednik(Министър-председател)                          |
| Hrvaška     | predstavniška   | unitarna         | republika                   | (Predsjednik Republike)                                | (Predsjednik Vlade)                                                  |
| Ciper       | predsedniška    | unitarna         | republika                   | President (Πρόεδρος / Cumhurbaşkanı)                   | President (Πρόεδρος / Cumhurbaşkanı)                                 |
| Češka       | predstavniška   | unitarna         | republika                   | (Prezident)                                            | Predsednik vlade (Předseda vlády)                                    |
| Danska      | predstavniška   | federacija       | ustavna monarhija           | Kraljica (Dronning)                                    | Minister države(Statsminister)                                       |
| Estonija    | predstavniška   | unitarna         | republika                   | (President)                                            | Glavni minister (Peaminister)                                        |
| Finska      | predstavniška   | federacija       | republika                   | (Presidentti / President)                              | (Pääministeri / Statsminister)                                       |
| Francija    | polpredsedniška | federacija       | republika                   | (Président)                                            | (Premier ministre)                                                   |
| Nemčija     | predstavniška   | federalna        | republika                   | Zvezni predsednik (Bundespräsident)                    | Zvezni kancler (Bundeskanzler)                                       |
| Grčija      | predstavniška   | unitarna         | republika                   | Predsednik (Πρόεδρος)                                  | Prvi minister (Πρωθυπουργός)                                         |
| Madžarska   | predstavniška   | unitarna         | republika                   | Predsednik republike (Köztársasági Elnök)              | (Miniszterelnök)                                                     |
| Irska       | predstavniška   | unitarna         | republika                   | (Uachtarán)                                            | Taoiseach                                                            |
| Italija     | predstavniška   | prenos na regije | republika                   | (Presidente)                                           | Predsednik sveta ministrov (Presidente del Consiglio dei Ministri)   |
| Latvija     | predstavniška   | unitarna         | republika                   | (Prezidents)                                           | Predsednik ministrov (Ministru prezidents)                           |
| Litva       | polpredsedniška | unitarna         | republika                   | (Prezidentas)                                          | Predsednik ministrov (Ministras Pirmininkas)                         |
| Luksemburg  | predstavniška   | unitarna         | ustavna monarhija           | Veliki Vojvoda (Grand-duc / Großherzog / Groussherzog) | Prvi minister (Premier ministre / Premierminister / Premierminister) |
| Malta       | predstavniška   | unitarna         | republika                   | (President)                                            | Prvi minister (Prim Ministru)                                        |
| Nizozemska  | predstavniška   | federacija       | ustavna monarhija           | Kralj (Koning)                                         | (Minister-president)                                                 |
| Poljska     | predstavniška   | unitarna         | republika                   | (Prezydent)                                            | Predsednik sveta ministrov(Prezes Rady Ministrów)                    |
| Portugalska | polpredsedniška | unitarna         | republika                   | (Presidente)                                           | Prvi minister (Primeiro-Ministro)                                    |
| Romunija    | polpredsedniška | unitarna         | republika                   | (Preşedinte)                                           | Prvi minister (Prim-ministru)                                        |
| Slovaška    | predstavniška   | unitarna         | republika                   | (Prezident)                                            | Predsednik vlade (Predseda vlády)                                    |
| Slovenija   | predstavniška   | unitarna         | republika                   | Predsednik                                             | Predsednik vlade                                                     |
| Španija     | predstavniška   | prenos na regije | ustavna monarhija           | Kralj (Rey)                                            | Predsednik vlade (Presidente del Gobierno)                           |
| Švedska     | predstavniška   | unitarna         | ustavna monarhija           | Kralj (Kung)                                           | Minister države (Statsminister)                                      |

## Naštete po vrsti parlamenta
| Država članica | Oblika zakonodajnega telesa    | Ime zakonodajne veje                                                                                  | Ime zakonodajne veje                                                                                  |
| Država članica | Oblika zakonodajnega telesa    | Predstavniško telo                                                                                    | Zgornji dom predstavnikov                                                                             |
| -------------- | ------------------------------ | --- | --- |
| Avstrija       | dvodomno                       | (Österreichisches Parlament), (Bundesversammlung)                                                     | (Österreichisches Parlament), (Bundesversammlung)                                                     |
| Avstrija       | dvodomno                       | (Nationalrat) (183)                                                                                   | (Bundesrat) (61)                                                                                      |
| Belgija        | dvodomno[I], de facto enodomno | (Federaal Parlement / Parlement fédéral / Föderales Parlament), (Verenigde Kamers / Chambres réunies) | (Federaal Parlement / Parlement fédéral / Föderales Parlament), (Verenigde Kamers / Chambres réunies) |
| Belgija        | dvodomno[I], de facto enodomno | (Kamer van Volksvertegenwoordigers / Chambre des Représentants / Abgeordnetenkammer) (150)            | (Senaat / Sénat / Senat) (60)                                                                         |
| Bolgarija      | enodomno                       | (Народно събрание) (240)                                                                              | (Народно събрание) (240)                                                                              |
| Hrvaška        | enodomno                       | (Hrvatski sabor) (151)                                                                                | (Hrvatski sabor) (151)                                                                                |
| Ciper          | enodomno                       | (Βουλή των Αντιπροσώπων / Temsilciler Meclisi) (56)[II]                                               | (Βουλή των Αντιπροσώπων / Temsilciler Meclisi) (56)[II]                                               |
| Češka          | dvodomno                       | Parliament (Parlament)                                                                                | Parliament (Parlament)                                                                                |
| Češka          | dvodomno                       | Chamber of Deputies (Poslanecká sněmovna) (200)                                                       | Senate (Senát) (81)                                                                                   |
| Danska         | enodomno                       | (Folketinget) (179)                                                                                   | (Folketinget) (179)                                                                                   |
| Estonija       | enodomno                       | (Riigikogu) (101)                                                                                     | (Riigikogu) (101)                                                                                     |
| Finska         | enodomno[III]                  | (Eduskunta / Riksdag) (200)                                                                           | (Eduskunta / Riksdag) (200)                                                                           |
| Francija       | dvodomno                       | (Parlement), dva doma skupaj (Congrès)                                                                | (Parlement), dva doma skupaj (Congrès)                                                                |
| Francija       | dvodomno                       | (Assemblée nationale) (577)                                                                           | (Sénat) (348)                                                                                         |
| Nemčija        | dvodomno                       | —[IV]                                                                                                 | —[IV]                                                                                                 |
| Nemčija        | dvodomno                       | (Bundestag) (631)[V]                                                                                  | (Bundesrat) (69)                                                                                      |
| Grčija         | enodomno                       | Grški zbor (Βουλή των Ελλήνων) (300)                                                                  | Grški zbor (Βουλή των Ελλήνων) (300)                                                                  |
| Madžarska      | enodomno                       | Narodna skupščina (Országgyűlés) (199)                                                                | Narodna skupščina (Országgyűlés) (199)                                                                |
| Irska          | dvodomno                       | [[Oireachtas\|National Parliament (Oireachtas)]][VI]                                                  | [[Oireachtas\|National Parliament (Oireachtas)]][VI]                                                  |
| Irska          | dvodomno                       | [[Dáil Éireann\|Assembly (Dáil)]][V] (166)                                                            | [[Seanad Éireann\|Senate (Seanad)]][V] (60)                                                           |
| Italija        | dvodomno                       | (Parlamento)                                                                                          | (Parlamento)                                                                                          |
| Italija        | dvodomno                       | (Camera dei Deputati) (630)                                                                           | (Senato della Repubblica) (315)[VII]                                                                  |
| Latvija        | enodomno                       | (Saeima) (100)                                                                                        | (Saeima) (100)                                                                                        |
| Litva          | enodomno                       | (Seimas) (141)                                                                                        | (Seimas) (141)                                                                                        |
| Luksemburg     | enodomno                       | (Chambre des Députés / Abgeordnetenkammer / Châmber vun Députéirten) (60)                             | (Chambre des Députés / Abgeordnetenkammer / Châmber vun Députéirten) (60)                             |
| Malta          | enodomno                       | (Kamra tad-Deputati) (69)[VIII]                                                                       | (Kamra tad-Deputati) (69)[VIII]                                                                       |
| Nizozemska     | dvodomno                       | (Staten–Generaal)                                                                                     | (Staten–Generaal)                                                                                     |
| Nizozemska     | dvodomno                       | (Tweede Kamer) (150)                                                                                  | (Eerste Kamer) (75)                                                                                   |
| Poljska        | dvodomno                       | (Zgromadzenie Narodowe)[IX]                                                                           | (Zgromadzenie Narodowe)[IX]                                                                           |
| Poljska        | dvodomno                       | (Sejm) (460)                                                                                          | (Senat) (100)                                                                                         |
| Portugalska    | enodomno                       | (Assembleia da República) (230)                                                                       | (Assembleia da República) (230)                                                                       |
| Romunija       | dvodomno                       | (Parlamentul)                                                                                         | (Parlamentul)                                                                                         |
| Romunija       | dvodomno                       | (Camera Deputaţilor) (412)                                                                            | (Senat) (176)                                                                                         |
| Slovaška       | enodomno                       | (Národná rada) (150)                                                                                  | (Národná rada) (150)                                                                                  |
| Slovenija      | dvodomno                       | Parlament                                                                                             | Parlament                                                                                             |
| Slovenija      | dvodomno                       | Državni zbor (90)                                                                                     | Državni svet (40)                                                                                     |
| Španija        | dvodomno                       | (Cortes Generales)                                                                                    | (Cortes Generales)                                                                                    |
| Španija        | dvodomno                       | Kongres predstavnikov (Congreso de los Diputados) (350)                                               | Senat (Senado) (266)                                                                                  |
| Švedska        | enodomno                       | Diet (Riksdagen) (349)                                                                                | Diet (Riksdagen) (349)                                                                                |